# Telephone Booths
Telephone Booths est un tableau du peintre américain Richard Estes réalisé en 1967. Cette peinture acrylique sur Isorel est une scène de genre hyperréaliste représentant une série de quatre cabines téléphoniques occupées dans lesquelles se reflète le paysage urbain environnant, qui est celui d'une rue de New York. Elle est conservée au musée Thyssen-Bornemisza, à Madrid, en Espagne.